# Luis Simón
Luis María Simón Olivera (Montevideo, Uruguay, 10 de marzo de 1959-Montevideo, Uruguay, 22 de mayo de 2024) fue un magistrado uruguayo, quien se desempeñaba a su fallecimiento como ministro del Tribunal de lo Contencioso Administrativo desde junio de 2021.

## Primeros años
Cursó estudios en la Facultad de Derecho de la Universidad de la República, donde se graduó como escribano en 1982 y como abogado en 1983.

## Juez de Paz en el interior
En febrero de 1989 inició su carrera judicial al ser designado Juez de Paz de la segunda sección judicial de Canelones, con sede en la ciudad de Santa Lucía.

## Juez Letrado en el interior
En noviembre de 1989 fue ascendido al cargo de Juez Letrado de Salto de Quinto Turno.
En febrero de 1990 fue trasladado al Juzgado Letrado de Pando de Primer Turno.

## Juez Letrado en la capital
En febrero de 1991 ascendió a cumplir funciones como Juez Letrado en Montevideo, inicialmente como Juez Letrado en lo Contencioso Administrativo de Segundo Turno.
En diciembre de 1993 fue designado Juez Letrado en lo Civil de Primer Turno.

## Tribunal de Apelaciones
En mayo de 2002 recibió un nuevo ascenso al ser nombrado integrante del Tribunal de Apelaciones en lo Civil de Quinto Turno,donde permaneció durante diecinueve años.

## Tribunal de lo Contencioso Administrativo
El 9 de junio de 2021 la Asamblea General lo eligió, por 115 votos, como miembro del Tribunal de lo Contencioso Administrativo, para cubrir la vacante generada por el retiro de Alfredo Gómez Tedeschi.Prestó juramento el mismo día. 
Desempeñó el cargo durante casi tres años hasta su fallecimiento.

## Derecho Procesal
Simón fue un destacado especialista en Derecho Procesal, materia de la que fue docente en la Universidad de la República y en la Universidad de Montevideo y autor de numerosas obras jurídicas sobre su especialidad.
Fue miembro del Tribunal de Apelaciones de las Naciones Unidas entre 2009 y 2016, ocupando su presidencia en 2012-2013.

## Fallecimiento
Luis Simón falleció en Montevideo el 22 de mayo de 2024, a los 65 años de edad.
Fue el sexto miembro del TCA en fallecer en el ejercicio de su cargo tras Carlos Durán Rubio, José Julio Folle, Víctor Bermúdez, Dardo Preza y Juan Pedro Tobía.
La vacante generada por su fallecimiento fue cubierta en julio del mismo año por la Asamblea General con la designación de Ángel Cal.